# Sami Mahlio
Sami Mahlio (Valkeakoski, 12 januari 1972) is een voormalig profvoetballer uit Finland, die speelde als middenvelder gedurende zijn carrière. Hij beëindigde zijn actieve loopbaan in 2006 bij de Noorse club Tollnes BK uit Skien.

## Interlandcarrière
Mahlio kwam in totaal 25 keer uit voor de nationale ploeg van Finland in de periode 1995–2001. Onder leiding van bondscoach Jukka Ikäläinen maakte hij zijn debuut op 4 oktober 1995 in de vriendschappelijke thuiswedstrijd tegen Turkije (0-0) in Helsinki, net als Sami Väisänen en Jari Jäväjä.

## Erelijst
MyPa-47 Anjalankoski
- Suomen Cup

1995
 Odd Grenland
- Noorse beker

2000